# 78th Infantry Division (United States Army)
La 78th Infantry Division (78ª Divisione di fanteria) era una divisione di fanteria dell'esercito degli Stati Uniti che ha partecipato alla Prima, alla seconda guerra mondiale e alla Guerra di Corea.
Fu attivata per la prima volta il 27 agosto 1917 a Camp Dix in New Jersey per partecipare alla Prima guerra mondiale, tornata negli Stati Uniti venne disattivata nel giugno 1919.
Nel 1921 venne riattivata come parte della United States Army Reserve per gli stati di Delaware e New Jersey ed il 15 agosto 1942 fu attivata per entrare in servizio attivo in seguito all'entrata degli Stati Uniti nella Seconda guerra mondiale, venendo organizzata a Camp Butner in Carolina del Nord. Dopo aver prestato servizio nel teatro di guerra europeo venne disattivata il 22 maggio 1946, per poi essere riattivata tornando a far parte della riserva il 1 novembre 1946 a Newark in New Jersey.
Ad oggi la divisione è ancora attiva come 78th Training Division prima di essere passata per numerose ridisegnazioni: il 1 maggio 1959 78th Division (Training), il 1 ottobre 1993 78th Division (Exercise), 17 ottobre 1999 78th Division (Training Support) ed il 2 ottobre 2009 78th Training Brigade e dal 18 settembre 2010 con la designazione odierna.